# Vultur (település)
Vultur (románul: Vâltori) falu Romániában, Erdélyben, Fehér megyében.

## Fekvése
Zalatnától északra fekvő település.

## Története
Vultur nevét 1805-ben említette először oklevél Vultury néven.
További névváltozatai: 1850-ben Voltori, 1854-ben Vultur, Vulturi, 1909-1919 között Zalatna-Vultur.
A trianoni békeszerződés előtt Alsó-Fehér vármegye Zalatnai járásához tartozott.